# Lidia Pedroncelli
Lidia Pedroncelli (1940 circa) è un'ex sciatrice alpina italiana.

## Biografia
Sciatrice polivalente, Lidia Pedroncelli partecipò al trofeo Arlberg-Kandahar 1960 (Sestriere, 1-3 aprile), dove si classificò 22ª nella discesa libera, 18ª nello slalom speciale e 19ª nella combinata, e nello stesso anno conquistò il titolo nazionale di discesa libera; non prese parte a rassegne olimpiche o iridate.

## Palmarès

### Campionati italiani
- 2 medaglie[3]:
  - 1 oro (discesa libera nel 1960)
  - 1 bronzo (slalom gigante nel 1960)